# Joyce Amarello-Williams
Joyce Dorothy Amarello-Williams is een voormalig Surinaamse politica en minister.
Ze is econoom en na het vertrek in 2004 van Michiel Bilkerdijk als directeur van de Scheepvaart Maatschappij Suriname (SMS) nam ze die functie over. SMS dat zich vooral toelegt op het onderhouden van veerdiensten verloor met de opening van de brug over de rivier de Coppename in 1999 en de Jules Wijdenbosch brug over de rivier de Suriname in 2000 het grootste deel van de inkomsten.
Siegfried Gilds van de Surinaamse Partij van de Arbeid (SPA) trad op 19 januari 2006 af als minister van Handel en Industrie (HI) vanwege beschuldigingen dat hij net als zijn neef betrokken zou zijn bij witwassen van geld. Zijn partijgenoot Clifford Marica die toen minister van Arbeid, Technologische ontwikkeling en Milieu (ATM) was nam vanaf januari 2006 het ministerschap van Gilds erbij. Op 25 april ging Marica definitief naar HI waarna Joyce Amarello namens de SPA minister van ATM werd (tot 2010). Daarmee werd ze naast Lygia Kraag-Keteldijk (Buitenlandse Zaken) en Alice Amafo (Transport, Communicatie en Toerisme) de derde vrouw in het kabinet-Venetiaan.